# Eremomycetaceae
Die Eremomycetaceae sind eine Familie der Schlauchpilze, die alleine die Ordnung Eremomycetales bilden.

## Merkmale
Arten der Eremomycetales besitzen ein durchscheinendes oder braunes Myzel. Die Fruchtkörper, das Ascocarp ist kugelig oder beinahe kugelig und sind kahl bis stachelig. Sie sind dunkelbraun bis schwarz und besitzen keine Pore, sind also nichtostiolat. Die Schläuche sind unregelmäßig angeordnet und sind beinahe kugelig bis keulig. Die Sporen sind unseptiert, durchscheinend und besitzen keine Keimporen. Nebenfruchtformen sind keine bekannt.

## Lebensweise
Die bekannten Arten der Eremomycetales leben saprob auf Boden oder Dung. Sie sind weit verbreitet.

## Systematik und Taxonomie
Die Familie wurde 1971 Malloch und Cain erstbeschrieben. 2020 wurde dann die Ordnung beschrieben.
Zurzeit (Stand Januar 2022) zählen nur folgende drei Gattungen zur Ordnung:
- Eremomyces
- Rhexothecium
- Arthrographis

Die  Gattung Arthrographis wird zwar klarerweise zur Ordnung Eremomycetales gezählt, allerdings teilweise nicht zur Familie Eremomycetaceae, sondern als Incertae sedis nur zur Ordnung.
Die Gattung Pithoascina wird von Mycobank ebenso zur Familie gezählt.